# هیو اندرو یانگ
هیو اندرو یانگ (انگلیسی: Hugh Andrew Young; ۳ آوریل ۱۸۹۸ – ۲۱ ژانویهٔ ۱۹۸۲) فرمانده نظامی اهل کانادا بود.